# ATC класификација

Међународно прихваћени класификациони систем за медицинске производе је Анатомско-терапијско-хемијска (ATC) класификација, коју прописује Светска здравствена организација. Сваком незаштићеном имену лека (или комбинацији лековитих супстанци) одговара шифра од седам алфанумеричких карактера разврстаних у 5 нивоа класификације.
За ATC класификацију је задужен Колаборативни центар СЗО за методологију статистике лекова, чије је седиште у Норвешком институту за јавно здравље у Ослу. Где год је могуће, користе се међународна незаштићена имена, а ако не постоји међународни незаштићени назив за неки лек (вакцине, инсулин), користи се прихваћено име лека у САД и Уједињеном Краљевству. Лекови које користи алтернативна медицина нису укључени у ATC систем.
ATC ознака свих нових лекова се ревидира након 3 године, а може доћи и до ревизије шифре лекова који су и дуже у употреби (нпр. код проширивања или промене терапијских индикација). Када леку није дата коначна шифра, уместо последња два броја користе се две тачкице (нпр. C05CA.. – процијанолидни олигомери, H03CA.. – калијум јодид).
Пролекови и одговарајући активни лекови се обично означавају истом ATC шифром, као и различите соли, естри, изомери, смеше изомера и слични деривати активне супстанце.

## Нивои класификације
1. први ниво је анатомски и означава се великим латиничним словом. Лекови су подељени у 14 анатомских група.
2. други ниво се састоји од два арапска броја и означава главну терапијску групу којој припада дати лек
3. трећи ниво је означен латиничним словом и ближе одређује фармаколошко-терапијску подгрупу
4. четврти ниво је представљен латиничним словом и означава фармаколошко-хемијску подгрупу
5. последњи (пети) ниво се састоји од две арапске цифре и означава појединачан лек или њихову комбинацију у оквиру фармаколошко-хемијске подгрупе.

На пример, ибупрофен има ATC ознаку М01АЕ01, што, разложено по нивоима, значи:
1. М – лекови за болести мишићно-костног система
2. М01 – антиинфламаторни и антиреуматски производи
3. М01А – нестероидни антиинфламаторни и антиреуматски производи
4. М01АЕ – деривати пропионске киселине
5. М01АЕ01 – ибупрофен

## Основне групекласификације
- A – Алиментарни тракт и метаболизам
- B – Крв и крвотворни органи
- C – Кардиоваскуларни систем
- D – Кожа и поткожно ткиво
- G – Генитоуринарни систем и полни органи
- H – Хормонски препарати за системску примену, искључујући полне хормоне и инсулин
- J – Антиинфективни лекови за системску примену
- L – Антинеопластици и имуномодулатори
- M – Мишићно-костни систем
- N – Нервни систем
- P – Антипаразитни производи, инсектициди и средства за заштиту од инсеката
- R – Респираторни систем
- S – Сензорни органи
- V – Остало

## Остали системи класификације
По аналогији са ATC класификацијом хуманих лекова, развијени су ATCvet за употребу у ветеринарској медицини и ATC herbal за класификацију биљних препарата.
Европска асоцијација за истраживање фармацеутског тржишта (енгл. European Pharmaceutical Market Research Association (EPhMRA)) је развила сопствени систем класификације лекова, али постоје интензивни преговори EPhMRA и Колаборативног центра СЗО о хармонизацији ATC и EPhMRA система.